# Grachi: El show en vivo
Grachi: El show en vivo es la primera gira de obras musicales de la serie de televisión de Nickelodeon Latinoamérica Grachi, donde interpretarán en vivo los temas de la serie, y actuarán junto al público. La gira empezó el 10 de febrero de 2012 en México D.F., México, en el Teatro Metropólitan. El show es dirigido y producido por el productor mexicano Alejandro Gou Boy de Tycoon Gou Producciones. Se confirmó la participación de todo el elenco principal. Los ensayos empezaron el 3 de enero de 2012 en Miami, Estados Unidos. El 14 de julio comenzó el Show en Vivo en Argentina.

## Historial
“Confiamos plenamente en el éxito del Show en Vivo de Grachi. El teatro musical es otra forma de llegar a los fans de nuestras propiedades más exitosas. Qué mejor manera de acercar al público a sus personajes favoritos mediante un espectáculo en vivo. El lanzamiento de este show representa la gran aceptación que ha tenido nuestra audiencia con esta producción, y estamos muy orgullosos de poder traerle a todos los fans la magia y la música de su novela favorita”, Tatiana Rodríguez

La gira fue anunciada por varios medios a principios de junio de 2011, y fue confirmado más tarde. Se confirmó que el productor mexicano Alejandro Gou Boy adquirió los derechos para realizar un musical teatral de Grachi. La obra se empezó a escribir, platicar, planear y estelarizar a partir de junio de 2011. El 12 de agosto de 2011 Nickelodeon Latinoamérica confirmó que firmaron acuerdos con Tycoon Gou Producciones para lanzar la obra teatral a finales de 2011, pero se confirmó más tarde que la obra sería el año siguiente. Inicialmente, se dijo que el musical estaría sólo en México, pero en septiembre de 2011, se confirmó que la gira se expandirá a varios países de América Latina. Respecto al espectáculo Alejandro Gou Boy aseguró: “Estamos muy agradecidos con Nickelodeon por confiar en Tycoon Gou Producciones para llevar a los escenarios de América Latina esta súper producción, habrá un despliegue impresionante de mágia y música en vivo que el público nunca olvidará”. También, Ticketmaster lo definió como un “espectáculo teatral lleno de romance, talento y mucha mágia y música”. Inicialmente, se confirmó la primera fecha de la gira, que será el 12 de febrero de 2012 en México, D. F. en el Teatro Metropólitan. Tycoon Gou Producciones confirmó a través de Twitter la segunda, tercera y cuarta fecha de la gira, en Monterrey el 19 de febrero de 2012 en el Auditorio Banamex; el 25 de febrero y 26 de febrero de 2012 llega a Guadalajara en el Teatro Galerías.

## Composición
La obra musical fue escrita por Catharina Ledeboer y Mariana Palos. Ledeboer reveló el concepto principal de la obra:

“Hemos incluido muchos elementos de música a pesar de que no es una serie musical y es perfecto porque va a ser como un Broadway, tenemos mucha magia y la combinamos con bailes [...] No tiene un título, pero si lo tuviera sería “La aventura en la isla del terror”. Pero no hay terror niños, no se preocupen. Hay aventura, pero le pusimos así porque ellos pensaban que iban a una isla paradisiaca y acaban en una isla desierta teniendo que enfrentarse a Mía. Una cosa es ver la magia en televisión y otra que los niños van a poder verlos hacer magia, volar, lanzar conjuros, cantar y bailar.”, Catharina Ledeboer

## Lista de canciones
Se confirmó que el elenco interpretaría 17 canciones durante el show, incluyendo de la primera temporada y la segunda.
Las canciones siguientes corresponden al show en Argentina:

- Grachi (Tema) Abertura - Mia, Diego, Mecha, Chema, Leo, Katty, Daniel y Grachi
- M.A.P.S - Grachi y Mecha
- Amor de Película - Grachi, Daniel y Elenco
- Mariposas - Grachi
- Tiburones - Daniel, Leo, Diego y Chema
- La Estrella Soy Yo - Mia
- Química Perfecta - Leo y Grachi
- Te Busco - Diego y Kathy
- Siempre - Mia y Grachi
- Lágrimas (Remix) - Grachi
- Magia - Grachi, Mia, Katty y Elenco
- Tu Eres Para Mi - Daniel y Grachi
- Juntos Vamos - Grachi, Daniel, Mia, Leo, Diego, Mecha, Chema y Katty
- Enamorada - Kathy y Mecha
- Somos Aires - Leo
- Soñar Forever - Daniel
- Lobo - Chema
- Goma de Mascar - Kathy y Grachi
- Hechizo de Amor - Diego
- Grachi (Tema) Despedida - Todo el Elenco

Canciones interpretadas en el Show en vivo de México:

- Grachi (Tema) Abertura - Matilda, Katty, Dotty, Diego, Mecha, Chema, Tony, Daniel y Grachi
- M.A.P.S - Grachi y Mecha
- Mágica Obsesión - Diego y Matilda
- Amor de Película/Viaje de Película  - Grachi, Daniel y Elenco
- Mariposas - Grachi
- Tiburones - Daniel, Tony, Diego y Chema
- La Estrella Soy Yo - Mia
- Que Sabes? - Grachi y Mia
- Somos Las Panteras - Matilda, Katty y Dotty
- Química Perfecta - Leo y Grachi
- Te Busco - Diego y Matilda
- Siempre - Matilda y Mia
- Lágrimas - Grachi y Tony
- Magia - Grachi, Matilda y Mia
- Tu Eres Para Mi - Daniel y Grachi
- Juntos Vamos - Grachi, Daniel, Mia, Leo, Matilda, Diego, Mecha, Chema, Tony, Katty y Dotty
- Grachi (Tema) Despedida - Todo el Elenco

## Recepción
El show en vivo fue reseñado mayormente positivamente de parte de los críticos y espectadores. Bertha Sola de La Crónica de Hoy escribió: «espectacular puesta en escena musical que se desprende de la telenovela juvenil latinoamericana más exitosa del momento». Impacto: El Diario aclamó el show diciendo que «luego de haber conquistado los corazones del público mexicano con la serie de televisión, "Grachi, el espectáculo en vivo" cautivó con su magia a los espectadores en el teatro Metropólitan, durante su premier en esta ciudad.». Sin embargo varios críticos apuntaron negativamente en el hecho de que la mayoría de los actos musicales no fueron en vivo, sino que utilizaron la técnica de Playback. El Porvenir escribió: «la mayor parte de los números musicales son apoyados por el playback, y si acaso algunos partes de las canciones son interpretadas en vivo, pero no todos se libraron de algunas desafinaciones.

## Fechas y presentaciones
| Fecha                 | Ciudad       | País      | Lugar de presentación  | Funciones en el día |
| --------------------- | ------------ | --------- | ---------------------- | ------------------- |
| Latinoamérica         |              |           |                        |                     |
| 10 de febrero de 2012 | México D.F.  | México    | Teatro Metropólitan    | 1 función           |
| 12 de febrero de 2012 | México D.F.  | México    | Teatro Metropólitan    | 2 funciones         |
| 19 de febrero de 2012 | Monterrey    | México    | Auditorio Banamex      | 2 funciones         |
| 25 de febrero de 2012 | Guadalajara  | México    | Teatro Galerías        | 2 funciones         |
| 26 de febrero de 2012 | Guadalajara  | México    | Teatro Galerías        | 2 funciones         |
| 18 de marzo de 2012   | Puebla       | México    | Auditorio de La Buap   | 2 funciones         |
| 24 de marzo de 2012   | México D.F.  | México    | Teatro Metropólitan    | 2 funciones         |
| 25 de marzo de 2012   | México D.F.  | México    | Teatro Metropólitan    | 2 funciones         |
| 14 de julio de 2012   | Buenos Aires | Argentina | Teatro Gran Rex        | 2 funciones         |
| 15 de julio de 2012   | Buenos Aires | Argentina | Teatro Gran Rex        | 2 funciones         |
| 16 de julio de 2012   | Buenos Aires | Argentina | Teatro Gran Rex        | 2 funciones         |
| 19 de julio de 2012   | Buenos Aires | Argentina | Teatro Gran Rex        | 2 funciones         |
| 20 de julio de 2012   | Buenos Aires | Argentina | Teatro Gran Rex        | 2 funciones         |
| 21 de julio de 2012   | Rosario      | Argentina | Teatro Astengo         | 1 función           |
| 22 de julio de 2012   | Santa Fe     | Argentina | Teatro ATE Casa España | 1 función           |